# 카일라 프랫
카일라 프랫(Kyla Pratt, 1986년 9월 16일 ~ )은 미국의 배우이다.

## 출연 작품
- 닥터 두리틀